# Antoni Maria Martín Hernández
Antoni Maria Martín Hernández SDB, (hiszp.) Antonio Marún Hernández (ur. 18 lipca 1885 w La Calzada de Béjar, zm. 10 grudnia 1936 w Picadero de Paterna na terenie prowincji Salamanka) – błogosławiony Kościoła katolickiego, męczennik okresu wojny domowej w Hiszpanii, ofiara prześladowań antykatolickich, hiszpański prezbiter z zakonu salezjanów.

## Życiorys
W czasie studiów pedagogicznych, które odbywał w Salamance obudziło się w nim powołanie do życia zakonnego i wstąpił do Towarzystwa św. Franciszka Salezego. W 1919 r. otrzymał sakrament święceń w Carabanchel. Działalność apostolską prowadził w El Campello, madryckiej dzielnicy Carabanchel i Sarrii. W Walencji pełnił obowiązki mistrza nowicjatu, a później został dyrektorem zespołu szkół salezjańskich. Jego entuzjazm i pracowitość wywierały znaczący wpływ na formację alumnów. Aresztowany z Józefem Calasanz Marquésem, Rekaredem de los Ríos Fabregatem, Julianem Rodríguezem Sánchezem, Józefem Giménez Lópezem, Augustem García Calvo, Janem Martorell Sorią, Jakubem Buch Canalsem i Piotrem Mesonero Rodríguezem. Zamordowany za kapłaństwo i stan zakonny, uznany został za ofiarę nienawiści do wiary (łac. odium fidei).
Proces informacyjny dotyczący męczeństwa Antoniego Marii Martína Hernándeza toczył się w Walencji w latach 1953–1955. Uroczystość beatyfikacji odbyła się na placu Świętego Piotra w Watykanie, a dokonał jej papież Jan Paweł II 11 marca 2001 r. w grupie z Józefem Aparicio Sanzem i 232 towarzyszami, pierwszymi wyniesionymi na ołtarze Kościoła katolickiego w trzecim tysiącleciu.
Miejscem kultu Antoniego Marii Martína Hernándeza jest archidiecezja walencka. Relikwie spoczywają na terenie walenckiej parafii św. Antoniego.
Wspomnienie liturgiczne obchodzone jest przez katolików w dzienną rocznicę śmierci (10 grudnia) oraz w grupie Józefa Aparicio Sanza i 232 towarzyszy (22 września).